# Batodesmus gualianus
Batodesmus gualianus är en mångfotingart som beskrevs av Henri W. Brölemann 1919. Batodesmus gualianus ingår i släktet Batodesmus och familjen Chelodesmidae. Inga underarter finns listade i Catalogue of Life.